# Jože Snoj
Jože Snoj, slovenski pesnik, pisatelj in esejist, * 17. marec 1934, Maribor, Slovenija, † 7. oktober 2021, Slovenija.

## Življenje
Rodil se je v Mariboru staršema Antonu in Veri Snoj. Družina je morala leta 1941 pred Nemci pobegniti iz Maribora v materin rojstni kraj Mokronog na Dolenjskem, od tam pa so pred komunisti pobegnili v Ljubljano. Tam je končal gimnazijo, diplomiral je leta 1960 na Filozofski fakulteti iz slavistike in primerjalne književnosti. Od 1961 do 1971 je bil novinar in lektor v kulturni redakciji časnika Delo, od 1971 do 1993 pa urednik pri Državni založbi Slovenije. 
Živel in deloval je v Ljubljani. Bil je dvakrat poročen, njegovi otroci so Vid, Jošt, Veronika, Zarika in Anton.

## Delo
Pri njegovem začetnem delu ga je usmerjal oče. Ustvarjati je začel za odrasle, najprej kot pesnik in nato kot pripovednik. Po letu 1970 je začel pisati za mladino.
Njegov opus sestavljajo pesmi, pripovedna proza, kritike, eseji in članki. Izraziteje posega tudi v mladinsko književnost (npr. Barabakos in kosi, Avtomoto mravlje, Domen Brezdomni in deklica Brezimena idr.). Njegova izrazito osebna poezija pomeni enega značilnejših prehodov od tradicije k avantgardi (npr. Nenadoma v velikem prostoru sami, Balade za glas in raglje, Žalostinke za očetom in očetnjavo idr.). V pripovedni prozi je oblikoval različice evropskega modernističnega romana (Hodnik, Negativ Gojka Mrča, Jožef ali Zgodnje odkrivanje srčnega raka, Gavžen hrib, Fuga v križu). V romanu Jožef ali Zgodnje odkrivanje srčnega raka je uporabil mitsko in arhetipsko figuro biblijskega egiptovskega Jožefa in soočil preplet starih in novih časov. Tako po izpovedni kot tudi po artistični strani izstopata romana o 2. svetovni vojni Gavžen hrib in Fuga v križu.
Analiza njegovega dela
Tematsko je njegova poezija najizrazitejša v izražanju moške erotike, eksistencialne stiske ter metafizičnega protesta in upora proti konvencijam. Modernistična načela pesnjenja dopolnjujejo mitske aluzije. 
Na začetku sedemdesetih je z navezavo na izročilo slovenskega ljudskega pesništva njegov pesniški svet postal mračnejši, bolj baladen. V osemdesetih in devetdesetih letih je zaznati odmik od strogo modernističnega pesništva. Za to obdobje je značilna vedno močnejša težnja po resakralizaciji poezije in mističnem čaščenju pesniške besede ter neposrednejšem nagovarjanju transcendence (Žalostinke za očetom in očetnjavo, Domotožje, Duhovne pesmi). V tem je v primerjavi z osrednjimi slovenskimi modernističnimi pesniki (D. Zajc, Gregor Strniša, V. Taufer, N. Grafenauer) morda najizrazitejša posebnost njegove lirike. Kot pripovednik je najprej objavil modernistično oblikovane novele (Gospa z mentolom) z aktualno socialnokritično in intimno eksistencialno tematiko. Konec sedemdesetih let je v romanu Jožef ali zgodnje odkrivanje srčnega raka v ospredju moška erotika, posebnost pa je tudi vpeljava svetopisemskih motivov za prikaz intimne bivanjske in moralno-etične ter aktualne družbeno kritične problematike. V romanih iz osemdesetih let je obravnaval travmatična protislovja slovenske polpretekle zgodovine in skušal osvetliti tragično ujetost posameznikov v bratomorno vojno iz drugačne etične perspektive oz. iz več perspektiv. V romanu Noetova bajta je prek odmevov vojne tematike spet prešel k sodobnosti in zasebnemu dogajanju v kriznih časih osamosvajanja Slovenije. 
Napisal je tudi številne knjige za otroke: pesmi so zvočno in ritmično razgibane in temeljijo na besedni igri (Lajna drajna, Pesmi za punčke in pobe, Skozi vrt in čez plan), prozna besedila pa so po vsebini večinoma pravljična (Barabakos in kosi, Avto moto mravlje, Zarika iz Zarje, Pravljica o vodni kapljici, Jutro sveta); ponekod pravljičnost izraziteje prehaja v grotesknost, parabolizacijo in alegorizacijo ali poetično parafraziranje bibličnih tem (Domen Brezdomi in deklica Brezimena, Škorček norček, Bajanja o Bogu). 
Kot kritik je sistematično ocenjeval književne izdaje, kot publicist pa se je skoraj 3 desetletja ukvarjal z aktualnimi sodobnimi vprašanji v povezavi s književnimi in kulturno-političnimi temami; med temami v osemdesetih letih izstopa zavzemanje za slovensko samostojnost. V polemično pisanem Ubijanju zemlje izvira Snojevo etično stališče iz brezpogojnega priznanja svetosti življenja, medtem ko je v devetdesetih letih tudi za eseje značilno religiozno premišljevanje in samospraševanje.

## Priznanja in nagrade
- Tomšičeva nagrada 1969 za novinarsko delo
- dve Levstikovi nagradi 1969 in 1976 za tri mladinska dela (Barabakos in kosi, Avtomoto mravlje in Pesmi za punčke)
- Nagrada Prešernovega sklada 1972 za roman Negativ Gojka Mrča
- Grumova nagrada 1987 za dramo Gabrijel in Mihael
- Rožančeva nagrada 1994 za eseje Med besedo in Bogom
- Jenkova nagrada 2004 za zbirko Poslikava notranjščine
- Veronikina nagrada 2009 za zbirko Kažipoti brezpotij
- Prešernova nagrada 2012 za življenjsko delo